# 9082 Leonardmartin
A 9082 Leonardmartin (ideiglenes jelöléssel 1994 VR6) egy marsközeli kisbolygó. Carolyn Jean Spellmann Shoemaker és Eugene Merle Shoemaker fedezte fel 1994. november 4-én.